# Domenico Mario Nuti
Domenico Mario Nuti (Arezzo, 16 agosto 1937 – Firenze, 22 dicembre 2020) è stato un economista italiano, professore emerito di Sistemi economici comparati presso la Facoltà di Economia della “Sapienza” Università di Roma e "Honorary Senior Research Fellow" del "Center for Russian and East-European Studies" dell’Università di Birmingham..

## Biografia
Si laurea in giurisprudenza alla Sapienza, allora ancora chiamata Università degli Studi di Roma. Si reca a Varsavia dove studia come “fellow” all’Accademia polacca delle scienze, sotto la guida di Michał Kalecki ed Oskar Lange, due eminenti personalità del pensiero economico in generale e di quello marxista e della pianificazione socialista in particolare.
Dopo l’esperienza di Varsavia si trasferisce nel 1965 a Cambridge nel Regno Unito, dove nel 1970 ottiene il Ph.D. in economia al King's College con Maurice Dobb, figura di primissimo piano per le teorie economiche di matrice marxiana ed anche per l’elaborazione di criteri di pianificazione in condizioni di emancipazione dal sottosviluppo, e con Nicholas Kaldor, il fondatore della teoria della crescita post-keynesiana.
A Cambridge si afferma come docente e ricercatore, pubblicando saggi molto apprezzati come quello sul sistema di incentivi e la scelta delle tecniche nell’industria sovietica - pubblicato nel 1967 sull’ “Australian Economic Papers”, rivista fondata e diretta da G.C. Harcourt - docente dell’Università di Adelaide - o come quello del 1969 sulla “Review of Economic Studies”, in cui evidenzia una contraddizione nell’allora importante modello teorico sulla crescita di Nicholas Kaldor e James Mirrlees, quest’ultimo Nobel per l’economia.
Nel 1969 scrive un saggio, apparso sulla rivista marxista americana “Science and Society”, dedicato alle politiche dei redditi, dove concluse che le stesse fossero possibili solo in un’economia pianificata.
Nel 1971 pubblica sulla stessa rivista l’articolo “Vulgar Economy and the Theory of Income Distribution” (“L’economia volgare e la teoria della distribuzione del reddito”), che solleva l’esigenza di considerare il ruolo delle classi sociali in un contesto costruito sull’interrelazione tra economia reale e monetaria.
In questi anni diventa uno dei maggiori esperti europei e mondiali dell’economia dei paesi socialisti dell’Europa orientale e dell’Unione Sovietica.
Nel 1970 pubblica sull’ "Economic Journal", la maggiore rivista britannica ed europea di economia, un saggio intitolato “Capitalism, Socialism and steady growth” (“Capitalismo, Socialismo e crescita regolare”), in cui dimostra le diverse valenze che assumevano le moderne teorizzazioni e dibattiti riguardo alla scelta delle tecniche e alla teoria del capitale e della crescita dell’insieme dell’economia, qualora il riferimento fosse ad un’economia capitalistica oppure ad una socialista ed – in questo caso – differenziando tra una pianificata centralmente od una decentralizzata nel senso della Jugoslavia.
Nel 1974 è la volta di un saggio che contestualizza e spiega gli scritti dell’economista matematico russo, dei primi del ‘900, Vladimir Karpovich Dmitriev, mostrando l’importanza dell’influenza della domanda sui prezzi.
Nel 1979 scrive un lungo saggio sulle contraddizioni delle suddette economie da un punto di vista marxiano pubblicato sul “Socialist Register”, rivista annuale a numero unico, fondata nel 1964 da Ralph Miliband e John Saville, stampata dalla Merlin Press in Gran Bretagna e dalla Monthly Review Press negli Stati Uniti d’America, che tratta delle maggiori problematiche del mondo da punti di vista marxiani ed espressamente socialisti.
Nuti analizza ed elabora le contraddizioni insite nella relazione tra centralizzazione e decentralizzazione che colpivano tali economie. Nello stesso anno lascia Cambridge..
Dal 1980 al 1982 è Professore e Direttore del “Centre for Russian and Eastern European Studies” dell’Università di Birmingham nel Regno Unito, dove ha proseguito il lavoro di Edward Hallett Carr sulla storia dell’URSS, approfondendo le questioni economiche.
Successivamente è professore ordinario all’Università di Siena e all’Istituto Universitario Europeo di Fiesole, cattedra che mantiene dal 1982 al 1990.
Dal 1990 al 1993 è Consigliere economico della Commissione europea (DG II), sull'Europa centro-orientale.
Nel 1993 riceve la Cattedra dei Sistemi Economici Comparati alla Sapienza di Roma che tiene fino al pensionamento.
Nello stesso anno è “Visiting Professor” presso la London Business School, nel dipartimento “Centre for New and Emerging Markets”, carica che mantiene fino a tutto il 2005, e Consigliere specializzato del Comitato delle Comunità europee della Camera dei Lord, impegno che termina nel 1994.
Dal 1994 al 1997 e dal 2002 al 2003 è Consigliere economico del governo polacco nell'ambito del programma “Poland and Hungary Assistance for Restructuring of the Economy” (PHARE) dell'Unione europea.
Infine, è Consigliere economico dell'Amministrazione presidenziale della Bielorussia - sotto la Banca mondiale nel 1998 e sotto il patrocinio della Commissione Europea nel 1999 - e dell'amministrazione presidenziale dell'Uzbekistan, nell'ambito del programma TACIS (“Technical Assistance to the Commonwealth of Independent State”) dell'Unione europea (1999-2000).

## Principali pubblicazioni
Le pubblicazioni vertono principalmente sui sistemi economici comparati, ed in particolare sulla riforma delle economie pianificate centralmente e la loro transizione post-socialista verso le economie di mercato, sul governo societario e la partecipazione dei dipendenti alle decisioni e ai risultati dell'impresa ed, infine, sui processi di integrazione economica in Europa e nell'economia globale.

### Libri di Domenico M. Nuti
- A. Nove, D.M. Nuti, "Socialist economics: selected readings", Penguin Books, Harmondsworth, 1972, 1974, 1977, ISBN 978-0-140-80622-9.
- D.M. Nuti, "V.K. Dmitriev: Economic Essays on Value, Competition and Utility", Cambridge University Press, 1974, ISBN 978-0-751-20095-9.
- D.M. Nuti, "World Bank Report on Poland", 1988.
- J. Eatwell, M. Ellman, M. Karlsson, D.M. Nuti, J. Shapiro, "Transformation and Integration: Shaping the future of central eastern Europe", IPPR, London, 1995 (Slovenian Edition: "Iz Tranzicije v Evropsko Povezovanje", Ljubljana 1996), ISBN 978-1-860-30011-0.
- J. Eatwell, M. Ellman, M. Karlsson, D.M. Nuti, J. Shapiro, "Not 'Just Another Accession': Political economy of EU Enlargement to the East", IPPR, London, 1997 (Bulgarian Edition, Friedrich Ebert Stiftung, Sofia 1998. Czech and Polish editions, 1999), ISBN 978-1-860-30055-4.
- F. FitzRoy, D. Jones, M. Klinedinst, G. Lajtai, N. Mygind, D.M. Nuti, C. Rock, M. Uvalic, D. Vaughan-Whitehead, "Employee Ownership in Privatisation: Lessons from Central and Eastern Europe", Experts’ Policy Report, ILO-CEET, Budapest, 1998 (Russian Edition, Budapest 1999), ISBN 978-9-221-11011-8.
- J. Eatwell, M. Ellman, M. Karlsson, D.M. Nuti, J. Shapiro, "Soft Budgets, Hard Choices: the future of the welfare state in central eastern Europe", IPPR, London, 2000, ISBN 978-1-860-30106-1 (Bulgarian 2001, Estonian 2002).

### Articoli di Domenico M. Nuti
- D.M. Nuti, "Employee Participation in Enterprise Control and Returns: Patterns, Gaps and Discontinuities", in V. Franicevic e M. Uvalic, "Equality, Participation, Transition - Essays in Honour of Branko Horvat", Macmillan and St Martin's Press, Londra e New York, 2000.
- D.M. Nuti, "Kalecki and Keynes revisited: Two original approaches to demand-determined income – and much more besides", in Z.L. Sadowski e A. Szeworski (a cura di), "Kalecki’s Economics Today", Routledge, Londra e New York, 2004.
- D.M. Nuti, "I sistemi economici post-comunisti ovvero 2001 odissea nella transizione", in B. Jossa (a cura di), "Sistemi Economici Comparati", Il Mulino, Bologna , 2004, p. 167-207.
- D.M. Nuti, "Scenari possibili dopo la crisi globale", in , "Democrazia e Diritto, n. 3-4", 2012, XLIX, pp. 98-127.
- D.M. Nuti, "Did we go about transition in the right way?", in P. Hare e G. Turley (a cura di), "Handbook of the Economics and Political Economy of Transition", Routledge, Londra e New York, 2013, Ch. 3, pp. 48-58.
- D.M. Nuti, "Sul Ristagno Secolare", in F.R. Pizzuti (a cura di), "Il Rapporto Sullo Stato Sociale 2017", Sapienza Università Editrice, Roma, 2017.

### Opere in onore di Domenico M. Nuti
Saul Estrin, Grzegorz W. Kolodko e Milica Uvalic hanno curato un “Festschrift” in onore di Domenico Mario Nuti. La loro Introduzione contiene una nota biografica e un elenco delle principali pubblicazioni:
- S. Estrin, G.W. Kolodko e M. Uvalic, “Transition and Beyond”, Palgrave Macmillan, Londra 2007 (Recensito in S. Manzocchi: “Rivista di Politica Economica”, gen.-feb. 2008).
- K. Vela Velupillai, “Domenico Mario Nuti 16/8/1937 - 22/12/2020 a personal memoir”, in “Algorithmic Social Sciences Research Unit” (ASSRU), Discussion Paper Series 1 - 2021, March 2021.